# Hosszú motorozás
A Hosszú motorozás (angolul: Long Way Round, hangalámondásban: Motoros kalandok, a könyv magyar címe: A hosszabb úton) egy 2004-es brit televíziós sorozat, DVD és könyv, mely Ewan McGregor és Charley Boorman 30 396 km hosszú motorkerékpáros útját követi Londontól New Yorkig. Kelet felé utaztak Európán majd Ázsián át, ahonnan átrepültek Alaszkába, és folytatták útjukat New Yorkba.
Az út 2004. április 14-én kezdődött és július 29-én ért véget. A két színészt szintén motoron kísérte Claudio von Plata operatőr, az őket segítő terepjárókon a két producer, David Alexanian és Russ Malkin, valamint még egy, a sorozat zenéiért is felelős operatőr, James Simak. A Hosszú motorozáshoz BMW R1150GS Adventure motorokat használtak. Az úthoz McGregor és Boornam Ted Simon Jupiter’s Travels című művéből merítettek ihletet, akivel találkoztak az utazás mongóliai szakaszában. Három évvel később McGregor és Boorman Skóciából Fokvárosig motorozott, melyből újabb sorozat, DVD és könyv készült: a Hosszú motorozás lefelé.
A televíziós sorozatot a Sky One sugározta először Nagy-Britanniában 2004. október 18. és 2005. február 1. között, hét részben. A sorozat DVD-n megjelent ebben a formában, valamint tízrészes, bővített kiadásban is, ám Magyarországon nem kerültek forgalomba. Magyarországon a Viasat Explorer sugározta először a műsort 2005. szeptember 25. és október 9. között (a hétrészes változatban hangalámondással), majd folyamatosan műsorán tartotta. A Vital TV 2008-ban Motoros kalandok – Ewan McGregorral, a hangalámondásban is használt címen tűzte szintén műsorára a sorozatot. A két főszereplő útleírásait tartalmazó kötet a sorozat indulása előtt pár nappal, október 14-én látott napvilágot, mely magyarul A hosszabb úton címre keresztelve jelent meg (amit a második könyv, A hosszabb úton Afrikába is átvett).

## Útvonal
McGregor és Boorman, valamint az út felvételeit készítő Claudio von Planta 2004. április 14-én indult útnak Londonból. Európa után Oroszország, Kazahsztán, Mongólia, Szibéria, Alaszka és Kanada útjain jutottak el az Amerikai Egyesült Államokba, majd július 29-én New Yorkba. Ez 30 396 kilométert tett ki.

## Határátkelések és helyi hatóságok
Az első vámproblémával Csehország és Szlovákia határán találkoztak a csapat tagjai, amikor kiderült, hogy Csehországba érkeztükkor nem pecsételtették le a vámelőjegyzési igazolványukat, mely a kamerák  lefoglalásával is járhatott volna. Miután lepénzelték a vámosokat, továbbengedték őket a teljes felszereléssel. Az ukrán határnál hasonlómód problémákba ütköztek, mivel a csapat a gépjárművek törzskönyveinek fénymásolatait vitte csak magával az eredetiek helyett. Körülbelül tizenkét óra elteltével az ukrán belügyminisztérium kapcsolatba lépett az ellenőrzőponttal, és átengedték a stábot.
Nézeteltérésük támadt kazah rendőrséggel, mely ragaszkodott ahhoz, hogy keresztülkísérje a csapatot az országon. Az utazást felkapta a helyi sajtó, a stáb pedig kénytelen volt részt venni a rendőrség rögtönözte üdvözlő partikon, ahol rendszerint a televíziós híradóstábok is megjelentek, és erjesztett tejet áldoztak. Miután a csapat megelégelte ezeket az előre nem tervezett programokat, úgy döntöttek egyedül utaznak tovább. Később egy elhagyatott országúton egy elhaladó autó utasa pisztolyt fogott rájuk, minekutána a következő várostól ismét örömmel fogadták a rendőri védelmet.

## Balesetek
Az úton elkerülhetetlenek voltak a különféle balesetek. Ewan McGregor szemébe két kúton is benzin spriccelődött, melyet nem sokkal korábban műtöttek lézerrel, és az egyik alkalommal optometristához kellett mennie Ukrajnában. Az első alkalommal Boorman úgy próbálta meg elállítani a benzint, hogy ujját a cső végére helyezte, míg a másik alkalommal McGergor tartályából fröcskölt ki tankoláskor. McGregor homloka erősen feldagadt Kazahsztánban egy szúnyogcsípés következtében, mely kezelést igényelt, és az út félbehagyása is szóba került. McGregor több szúnyogcsípést is szerzett, többek között a fenekén.
Russ Malkin Mongóliában felfordult a terepjáróval, ám ő és utasa is megúszta kisebb sérülésekkel az esetet. Boorman durván meghúzta bal vállának izmait Szibériában, így napokig nem tudott motorra ülni. Ez akkor történt, amikor – a nehéz folyóátkelések miatt – amúgy is sokat utaztak teherautóval. McGregort hátulról elütötte egy fiatal autós Calgary határában, ám csak a csomagtartója bánta a veszélyes balesetet, és a hátsókerék fogta fel az ütközés erejét. A rákövetkező napon egy tolató calgaryi ütötte el Boormant, aki egy helyben állt, sérülés nem történt. Von Plata operatőr sátrát és néhány személyes holmiját lopták el őrizetlenül hagyott motorkerékpárjáról Szibériában. Boorman hitelkártyáját valamint 500 amerikai dollárt és 400 eurót tartalmazó pénztárcáját lopták ki farmerjéből egy kanadai hévíznél.

## UNICEF
Az utazás egyik célja a közfigyelem felhívása volt az UNICEF humanitárius munkásságára. Ennek megfelelően számos UNICEF-intézményt érintettek az út során, ahol filmeztek is. Ezek közt volt egy ukrajnai árvaház, ahol a csernobili atomkatasztrófa hatásaitól szenvedő gyermekeknek adtak otthont; egy kazahsztáni ifjúsági központ, ahol egy mászófalat állítottak föl; illetve egy, a mongóliai Ulánbátorban, lakóházak fűtőrendszereiben élő utcagyerekeket segítő projekt.

## Magyarul
- Ewan McGregor–Charley Boorman: A hosszabb úton. Árnyékunk nyomában a Föld körül; közrem. Robert Uhlig, ford. Szieberth Ádám; Konkrét Könyvek, Bp., 2005

## Fordítás
- Ez a szócikk részben vagy egészben  a   Long Way Round című angol Wikipédia-szócikk ezen változatának fordításán alapul.  Az eredeti cikk szerkesztőit annak laptörténete sorolja fel. Ez a jelzés csupán a megfogalmazás eredetét és a szerzői jogokat jelzi, nem szolgál a cikkben szereplő információk forrásmegjelöléseként.